# Мхи (Черниговская область)
Мхи (укр. Мхи) — село в Семёновском районе Черниговской области Украины. Население 9 человек . Занимает площадь 0,23 км².
Код КОАТУУ: 7424784505. Почтовый индекс: 15451. Телефонный код: +380 4659.

## Власть
Орган местного самоуправления — Орликовский сельский совет. Почтовый адрес: 15450, Черниговская обл., Семёновский р-н, с. Орликовка, ул. Сосновка, 13.